# Volker Fasbender
Volker Fasbender (* 1945 in Hochstadt, Landkreis Hanau) ist ein deutscher Jurist und Funktionär von Wirtschafts- und Arbeitgeberverbänden. Er war von 1995 bis 2016 Hauptgeschäftsführer der Vereinigung der hessischen Unternehmerverbände und von Hessenmetall.

## Leben
Fasbender studierte Jura an der Johann Wolfgang Goethe-Universität Frankfurt am Main. 1973 nahm er seine Tätigkeit für die Vereinigung der hessischen Unternehmerverbände (VhU) und für den Verband der Metall- und Elektro-Unternehmen Hessen (Hessenmetall) auf. 1975 gründete er den Unternehmerverband Frankfurt Rhein-Main e.V (UVF) und wurde dessen Vorsitzender. 1986 wurde er Geschäftsführer Tarifpolitik für Hessenmetall; seine Spezialität waren Tarifverhandlungen. Nach der Wende in der DDR ging Fasbender 1989 nach Thüringen, wo er einen Arbeitgeberverband nach westlichem Muster gründen wollte. Daraus entstand am 6. April 1990 der Verband der Metall- und Elektro-Industrie in Thüringen (VMET-Thüringen).
Nach Hessen zurückgekehrt, wurde Fasbender 1993 stellvertretender Hauptgeschäftsführer der VhU und der Hessenmetall. Von 1995 bis 2016 war er Hauptgeschäftsführer von VhU und Hessenmetall. Seit 2016 ist Fasbender Mitglied im Rundfunkrat des Hessischen Rundfunks. Seit 2017 ist er Generalbevollmächtigter mit Befugnissen eines Hauptgeschäftsführers der Verbände der deutschen Holz-, Möbel- und Fertigbauindustrie HDH und VDM.

## Ansichten, Ziele, Aktivitäten
1996 drohte aufgrund eines hohen Tarifabschlusses und der Durchsetzung der 35-Stunden-Woche ein Abwandern der Unternehmen aus VhU und Hessenmetall. Fasbender arbeitete deshalb das Angebot aus, dass Unternehmen Mitglied ohne Tarifbindung werden können. 2004 wirkte Fasbender an der Modernisierung des Tarifvertrages mit. Das Pforzheimer Modell von Martin Kannegiesser brachte eine Öffnung des Flächentarifvertrages zur Standortsicherung. Außerdem wurde in diesem Jahr das Entgelt-Rahmenabkommen (ERA) ausgehandelt. Damit wurden Arbeiter und Angestellte in einem gemeinsamen Entgeltsystem zusammengeführt. 2006 beteiligte sich Fasbender an der Vision Deutschland. Das war eine Studie der Denkfabrik IW Köln und der Initiative Neue Soziale Marktwirtschaft (INSM). Sie hatte den Reformansatz eines Vierklanges von Investitionsförderung, Arbeitsmarktreform, Bildungsreform und Haushaltskonsolidierung. 2007 förderte Fasbender innerhalb der VhU Untersuchungen zur arbeitsorientierten Zuwanderung und einer gesteuerten Einwanderungspolitik.
Der Finanz- und Weltwirtschaftskrise in den Jahren 2008 bis 2010 versuchte Fasbender mit Kurzarbeit und Nullrunden zu begegnen und mit lösungsorientierter Tarifpolitik eine gewisse Stabilität und Optimismus zu bewahren. 2012 war Fasbender als Beauftragter der Bundesvereinigung der Deutschen Arbeitgeberverbände (BDA) an den Verhandlungen über Branchenzuschläge für Zeitarbeitnehmer beteiligt. Er setzte dabei differenzierte Branchenlösungen gegen starre gesetzliche Vorgaben durch. In den Jahren 2015 und 2016 kämpfte Fasbender für einen erleichterten Hochschulzugang für Facharbeiter. Damit versuchte er, die duale Ausbildung attraktiver zu machen. Wesentliche Ziele Fasbenders waren Standortverbesserung, Flexibilisierung der Tarifpolitik, Flexibilisierung moderner Arbeitszeiten. Immer wieder kritisierte Fasbender den Trend, zu viele Akademiker auszubilden, statt der von der Industrie dringend benötigten Facharbeiter.

## Ämter
- Seit 1975 Gründer und Vorsitzender des Unternehmerverbandes Frankfurt Rhein-Main e.V (UVF)[1]
- Von 1995 bis 2016 Hauptgeschäftsführer der VhU und der Hessenmetall[3]
- Geschäftsführer des Arbeitgeberverbandes der Deutschen Kautschukindustrie ADK, Frankfurt
- Schatzmeister und Vorstandsmitglied des Institutes für angewandte Arbeitswissenschaft (IFAA) Düsseldorf
- Mitglied im Vorstand des Institutes der deutschen Wirtschaft (IW) in Köln
- Seit 2016 Mitglied des Rundfunkrates des Hessischen Rundfunks, Frankfurt
- Seit 2017: Generalbevollmächtigter mit Befugnissen eines Hauptgeschäftsführers der Verbände der deutschen Holz-, Möbel- und Fertigbauindustrie HDH und VDM[2][4]

## Auszeichnungen
2017 wurde Fasbender für sein „unermüdliches und beispielgebendes Engagement für die Wettbewerbsfähigkeit und Zukunftsfähigkeit der hessischen Unternehmen, für den Wirtschaftsstandort Hessen und für die soziale Marktwirtschaft“ durch Volker Bouffier mit dem Hessischen Verdienstorden ausgezeichnet.

## Familie
Fasbender ist verheiratet und hat ein Kind.

## Veröffentlichungen
- Freiheit in Geschichte und Gegenwart: Festschrift für Gerd Habermann, Olzog ein Imprint der Lau Verlag & Handel KG, 2020, ISBN 978-3-95768-215-4, zusammen mit Hardy Bouillon, Carlos A. Gebauer, Wolf Schäfer, Frank Schäffler, Roger Köppel, Roland Tichy, Martin Rhonheimer, Joachim Starbatty, Alfred Schüller, Barbara Kolm, Prinz Michael von und zu Liechtenstein, Roland Vaubel, Erich Weede, Thomas Groß, Peer-Robin Paulus, André Lichtschlag, Vera Lengsfeld, Sascha Tamm, Robert Nef, Philip Plickert
- Tarifeinheit – praktische Notwendigkeit und rechtliches Gebot, 2013, ISBN 978-3-428-14014-5
- Das Darmstädter Cluster-Verständnis zusammen mit Alexander Bode und Tobias Talmon l’Armée, Publications of Darmstadt Technical University, Institute for Business Studies (BWL), doi:10.1007/978-3-8349-6515-8_75
- Unternehmen als Verantwortung Aufsätze und Reden 1990 bis 1999, Köln Deutscher Instituts-Verlag, 2000, ISBN 978-3-602-14442-6
- Die  Wiedervereinigung  der  Tarifpolitik, Monographie